# Троєручиця

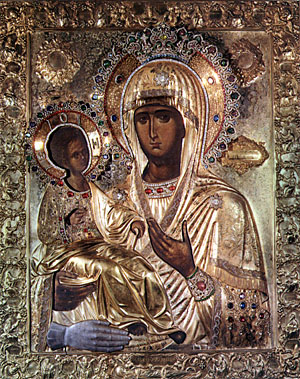
Оригінал ікони з афонського монастиря Хіландар

Ікона Божої Матері «Троєручиця» — чудотворна ікона, шанована Православною церквою. Святкування припадає на 11 липня (28 червня за юліанським календарем).

## Історія створення ікони
Започаткування цієї особливої іконографії пов'язано з епізодом із житія преподобного Іоанна Дамаскіна. Під час виникнення у Візантії єресі іконоборства, підтримуваної імператором Левом III Ісавром, Іоанн написав три трактати на захист шанування ікон і направив їх імператорові. Лев Ісавр розлютився, але нічого не міг зробити, тому що Іоанн не був підданим його імперії, а жив у Дамаску, будучи міністром при дворі халіфа.
Щоб перешкодити Іоанну писати праці на захист ікон, імператор вдався до наклепів. Від імені Іоанна було складено підроблений лист, в якому Іоанн нібито пропонував імператорові свою допомогу в завоюванні сирійської столиці. Цей лист і відповідь на нього імператора були спрямовані халіфу. Іоанна відсторонили від посади та покарали, відсікши кисть правої руки, яку повісили на міському майдані.
Через деякий час Іоанн отримав відсічену руку назад і, зачинившись у себе, приклав кисть до руки і став молитися перед іконою Богородиці. Згодом він заснув, а прокинувшись, виявив, що рука дивним чином приросла. У подяку за зцілення Іоанн приклав до ікони зроблену зі срібла руку. Третя рука стала відтворюватися на багатьох копіях цієї ікони, що отримала найменування «Троєручиця».

Указом від 21 травня 1722 року, Святійший Синод заборонив дописування на іконах Богородиці третьої руки, як її власної, постановивши: 